# إلوي (لاعب كرة قدم)
إلوي (بالبرتغالية: Francisco Chagas Eloi‏) هو لاعب كرة قدم برازيلي في مركز الوسط، ولد في 17 فبراير 1955 في بلدية أندرادينا في البرازيل. لعب مع بوتافوغو ريغاتاس وجمعية بورتوغيزا الرياضية ونادي بوافيشتا ونادي بورتو ونادي جنوى ونادي سانتوس ونادي سيارا ونادي فاسكو دا غاما ونادي فلومينينسي ونادي فورتاليزا ونادي كروزيرو.